# Balthasar von Groschlag zu Dieburg
Balthasar von Groschlag zu Dieburg (* vor 1479; † 5. Januar 1535 in Mainz) war Domkapitular des Mainzer Domkapitels.

## Leben

### Familie
Er wurde als Sohn von Heinrich von Groschlag zu Dieburg († vor 1495) und Brigida von Ützlingen geboren.
Als typischer Adelskleriker mit den Sitten seiner Zeit lebte er während seiner Zeit in Mainz im offenen Konkubinat mit einer Christine Engelländerin, mit der er drei Kinder zeugte, Rochus, Johannes Balthasar und Kungundis, die er erst kurz vor oder nach seinem Tod 1535 legitimieren ließ.
Am 16. August 1524 urkundet Phillipp von Rieneck, dass er Balthasar die Rieneckischen Lehen des verstorbenen Bruders Ludwig von Groschlag mit Zustimmung seines Vetters Heinrich auf Lebenszeit übergiebt. Diese umfassten Schöllkrippen, Hochkele, Kalde und Offkalde.
Im Rahmen von Erbauseinandersetzungen mit seinem Vetter Heinrich um Familien- und Lehensgüter in den Gemeinden Altheim, Hergershausen und Sickenhofen verstrickte er sich ab 1528/29 in eine Fehde mit dem Grafen Philipp III. von Hanau-Lichtenberg. Ähnliche Auseinandersetzungen gab es schon 1506 mit seinem Bruder Ludwig um das Erbe der Eltern. Eine gütliche Einigung wurde erst unter Vermittlung seines damaligen Dienstherren und Erzbischofs von Mainz Jakob von Liebenstein in Form eines von ihm aufgestellten Erbvertrages erreicht. Dabei wurden Ludwig die meisten Güter und Lehen überlassen, Balthasar bekam eine jährliche Leibrente von 20 Gulden und den Zehnten zu Dornheim. Die Auseinandersetzungen werfen ein Schlaglicht auf den Charakter von Balthasar.

### Karriere
1479 wurde Balthasar von Groschlag von dem Kanoniker und Verwandten Otto von Bach († 1497) für das Mainzer Domkapitel nominiert, dem vorher schon sein Onkel Oswald angehörte. Seine Aufnahme als Domizellar erfolgte 1490. Bei dieser Gelegenheit bestätigten Verwandte und Freunde der Familie seine Ritterbürtigkeit. Am 29. Mai 1505 wurde er als Domkapitular installiert. Als typischer Adelskleriker der frühen Neuzeit empfing er weder die Diakonen- noch die Priesterweihe, sondern erreichte lediglich das Subdiakonat. 1533 wurde er Subcustos des Kapitels. Im Zuge der Verwaltungsreformen berief Kurfürst Albrecht von Brandenburg Balthasar Groschlag 1524 gegen den Widerstand des Domkapitels, das der neuen Verwaltung ablehnend gegenüberstand, in den Rat. Damit verbunden war eine Schenkung des Kurfürsten für „trewen nutzlichen dienst“ –  ein Haus samt Scheune und Areal in Dieburg. Sein, heute nicht mehr vorhandenes, Totenschild samt Inschrift ist überliefert und hing der Tradition gemäß in der Memorie des Domes: „Balthasar (von) Graslach a Diepurg, huius Metropolitanae aedis Maguntinae Canoniucs, mortem foeliciter obiit anno salutis MDXXXV Januarii nonis“. Nach einer Information des Bischöflichen Dom- und Diözesanmuseums Mainz wurde der Totenschild, wie viele Andere auch, im Winter 1813 von den Napoleonischen Soldaten während der Besetzung von Mainz verheizt.